# Manoá

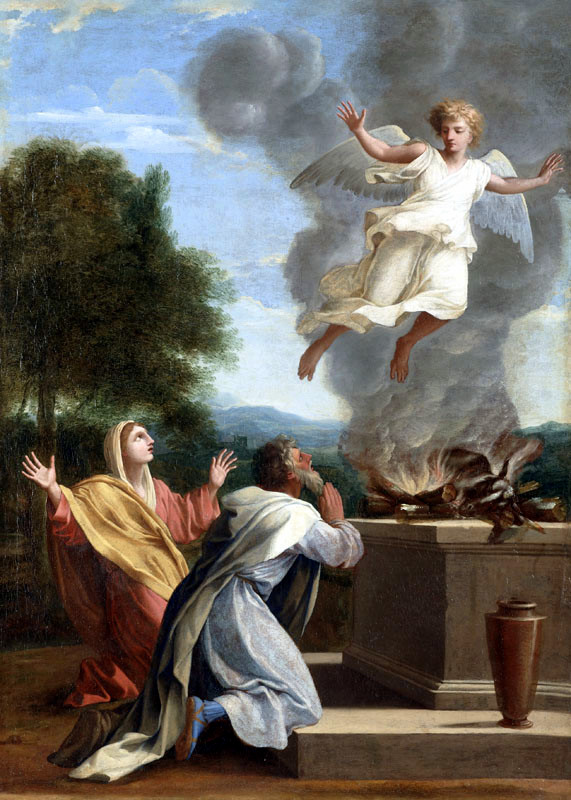
Manoá e sua esposa estéril sacrificam um carneiro para o Anjo do Senhor: O Sacrifício de Manoá, de Eustache Le Sueur, 1640-1650.

Manoá (em hebraico:  מָנ֫וֹחַ Mānoaḥ) é um personagem do Antigo Testamento, encontrado no Livro dos Juízes 13:1-23 e 14:2-4 da Bíblia Sagrada. Seu nome significa "descanso" e "paz".

## Família
Segundo a Bíblia, Manoá era da tribo de Dã e morava na cidade de Zorá. Ele se casou com uma mulher que era estéril. O nome dela não é mencionado na Bíblia, mas segundo a tradição ela era chamada Hazelelponi ou Zʻllpunith. Ela era filha de Etã e irmã de Ishma.
Manoá e sua esposa foram os pais do famoso juiz Sansão. De acordo com a tradição rabínica, eles também tinham uma filha chamada Nishyan ou Nashyan.

## Nascimento de Sansão
O anjo do Senhor apareceu à esposa de Manoá e proclamou que o casal logo teria um filho que começaria a libertar os israelitas dos filisteus.
O Anjo do Senhor declarou que a esposa de Manoá deveria se abster de todas as bebidas alcoólicas, e seu filho prometido não deveria fazer a barba ou cortar os cabelos. Ele era nazireu desde o nascimento. No Israel antigo, aqueles que queriam se dedicar especialmente a Deus por um tempo podiam fazer um voto nazireu que incluía abster-se de vinho e bebidas fortes, não cortar cabelos ou fazer a barba, e outros requisitos. A esposa de Manoá creu no anjo do Senhor; o marido dela não estava presente, então ele orou e pediu a Deus que enviasse o mensageiro mais uma vez para ensiná-los a criar o menino que iria nascer.
Depois que o anjo do Senhor voltou, Manoá perguntou seu nome, mas ele disse: "Por que pergunta o meu nome? Meu nome está além do entendimento". Manoá então preparou um sacrifício, mas o anjo do Senhor só permitiria se este fosse feito para Deus. Ele tocou-o com seu cajado, tragando-o milagrosamente em chamas e depois subiu ao céu no fogo. Essa era uma evidência tão dramática da natureza do Mensageiro que Manoá temia por sua vida, pois se dizia que ninguém poderia viver depois de ver Deus. No entanto, sua esposa o convenceu de que, se Deus planejasse matá-los, ele nunca teria revelado essas coisas a eles. No devido tempo, o filho deles, Sansão, nasceu e ele foi criado de acordo com as instruções do anjo.